# Wittmund
Wittmund er en by der er administrationsby (Kreisstadt) i Landkreis Wittmund i den nordvestlige del af den tyske delstat Niedersachsen.

## Geografi
Wittmund er den arealmæssigt største kommune i Østfrisland, men med et indbyggertal på godt 20.000 mennesker er den på en femteplads efter Emden, Aurich, Leer og Norden. Historisk hører størstedelen af Wittmund til området Harlingerland, der i 1600 blev til Grevskabet Ostfriesland I 1885 blev Wittmund hjemsted for landkreisen af samme navn.

### Beliggenhed og udstrækning
Wittmund ligger i mellem Aurich og Jever i den nordøstlige del af Østfrisland. fra centrum til kysten er der omkring 15 kilometer. Mod nord støder Wittmund ved landsbyen Harlesiel til Nordsøkysten.
Fra havnen i Harlesiel er der færge til den nordsøøen Wangerooge. Wittmund ligger ved floden Harle, der haf både udspring og udmunding i kommunen.

### Nabokommuner
Mod nordvest grænser Wittmund til kommunerne Dunum, Stedesdorf, Werdum og Neuharlingersiel (alle i Samtgemeinde Esens i Landkreis Wittmund), mod nordøst til kommunen Wangerland og mod øst til byen Jever (begge Landkreis Friesland), mod syd til kommunen Friedeburg (Landkreis Wittmund) og mod vest til byen til byen Stadt Aurich (Landkreis Aurich). Dermed er Wittmund den midterste af de tre til hinanden grænsende Kreisstädte Aurich, Wittmund og Jever.

### Inddeling
I Wittmund er der 14 lokalområder (Ortschaften) auf:
| - Ardorf - Asel - Berdum - Blersum - Burhafe | - Buttforde - Carolinensiel - Eggelingen - Funnix - Hovel | - Leerhafe - Uttel - Willen - Wittmund (hovedbyen) |

Derudover er der en lang række mindre landsbyer og bebyggelser.

### Naturbeskyttelse
Ud for kysten ligger øerne Spiekeroog og Wangerooge. Mellem kysten og øerne ligger vaden, der er beskyttet under Nationalpark Niedersächsisches Wattenmeer og som i juni 2009 sammen med de slesvig-holstenske og hollandske vader af UNESCO blev udpeget til verdensnaturarv.
Naturschutzgebietet Hohehahn ligger i Wittmunder Wald nord for Bundesstraße B 210og omfatter 8,5 hektar, og blev oprettet i 1978..